# Cofradía de Pericos
Cofradía de Pericos är en ort i Mexiko.   Den ligger i kommunen Del Nayar och delstaten Nayarit, i den centrala delen av landet, 600 km nordväst om huvudstaden Mexico City. Cofradía de Pericos ligger 313 meter över havet och antalet invånare är 243.
Terrängen runt Cofradía de Pericos är kuperad åt sydväst, men åt nordost är den bergig. Cofradía de Pericos ligger nere i en dal som går i nord-sydlig riktning. Runt Cofradía de Pericos är det mycket glesbefolkat, med 5 invånare per kvadratkilometer. Närmaste större samhälle är Tutuyecuamama, 15,9 km sydost om Cofradía de Pericos. I omgivningarna runt Cofradía de Pericos växer huvudsakligen savannskog.